# Tetramorium versiculum
Tetramorium versiculum är en myrart som beskrevs av Bolton 1980. Tetramorium versiculum ingår i släktet Tetramorium och familjen myror. Inga underarter finns listade i Catalogue of Life.